# Mount Wilhelm
Mount Wilhelm (papuánsky: Enduwa Kombuglu, německy: Wilhelmsberg) v Bismarckově pohoří je se 4509 m nejvyšší horou státu Papua Nová Guinea a jedním z nejvyšších vrcholů ostrova Nová Guinea v Tichém oceánu. Na vrcholu hory se stýkají hranice tří provincií  – Chimbu, Jiwaka a Madang.

## Historie
Autorem názvu hory Wilhelmsberg byl německý cestovatel a novinář Hugo Zöller, který v roce 1888 pojmenoval nejvyšší vrcholy Bismarckova pohoří na počest německého kancléře Otto von Bismarcka a jeho tří dětí: Marie, Herberta a Wilhelma (Ottoberg, Mariaberg, Herbertberg a Wilhelmsberg). Od roku 1884 bylo toto území součástí německé kolonie, známé jako Německá Nová Guinea. V roce 1920 byla bývalá kolonie svěřena do australské správy. 

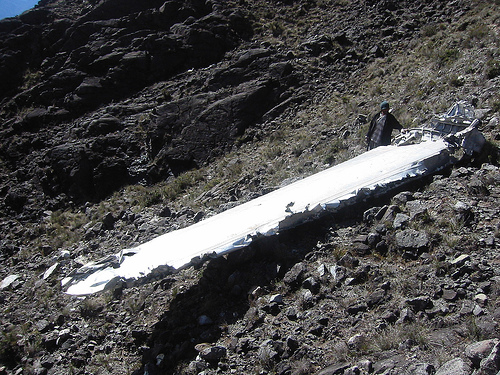
Trosky amerického bombardéru na svahu hory (snímek z roku 2005)

Během druhé světové války se na horu zřítil americký bombardér B-24 Liberator.

## Výstup
Jako první vystoupil na vrchol hory v srpnu roku 1938 australský vládní úředník Leigh Grant Vial, kterého doprovázeli dva místní obyvatelé. Na vrchol vedou dvě cesty – první, snadnější z vesnice Keglsugl v provincii Chimbu, druhá, obtížnější, ze vsi Ambullua v provincii Jiwaka.